# Companhia União dos Refinadores - Açúcar e Café
A Companhia União dos Refinadores – Açúcar e Café foi uma empresa de refino de açúcar e café e detinha as marcas Açúcar União, Café União, Café Pilão e Café Caboclo. Desde 2012, as marcas pertencem ao grupo Camil.

## História
Fundada em outubro de 1910, pelos irmãos e imigrantes italianos, Giuseppe e Nicola Puglisi Carbone que convenceram os pequenos refinadores de São Paulo a se unirem. Tempos depois, a União incorporou o segmento café e mudou sua razão social para Companhia União dos Refinadores – Açúcar e Café.
Em 1928 foi vendida para usineiros pernambucanos. Sete anos depois foi adquirida pelo seu então presidente, José Ferraz Camargo. No final da década de 30 incorporou Açucareira Santista S/A e, em 1962, adquiriu o controle total da Refinaria Piedade. Nesta época, já estava consolidada na liderança do mercado interno de açúcar com a sua marca principal, o Açúcar União.
Foi vendida novamente para a Copersucar em 1973. Em 1978, a Companhia União adquire a Hills Bros Coffe, Inc, nos Estados Unidos.
Em 2000, a americana Sara Lee Corporation adquiriu as marcas de café da Copersucar. Hoje as marcas pertencem a holandesa Jacobs Douwe Egberts.
Em 2005, numa época de grande consolidação do setor, a Copersucar decidiu deixar o mercado de varejo e vendeu a União (e outras marcas) ao Grupo NovAmérica. Finalmente, em 2009, a Cosan adquiriu a Nova América.